# Ted Lapidus
Edmond "Ted" Lapidus, född 23 juni 1929 i Paris, död 29 december 2008, var en fransk modedesigner.
Lapidus anses vara skaparen av unisexmodet, liksom den som introducerade militär- och safarilooken i haute couture.